# Grundschule Marienwerder (Hannover)
Die Grundschule Marienwerder (GSM) in Hannover ist ein denkmalgeschützter Schulbau im hannoverschen Stadtteil Marienwerder.

## Geschichte
Errichtet wurde die Grundschule Marienwerder zunächst als Volksschule in den Jahren 1963 bis 1965 nach Plänen des Architekten Stefan Schwerdtfeger. Durch das Programm Kunst am Bau hatte der hannoversche Künstler Egon Neubauer (1920–1991) die Rückwand des Schulgebäudes „konstruktiv abstrakt“ mit bekannten Formen aus einem Bauerndorf versehen, darunter einen Stall und eine Scheune sowie beispielsweise stilisierte, sich scheinbar drehende Windmühlenflügel.
2008 wurde die Grundschule Marienwerder, die im zweiten Jahrzehnt des 21. Jahrhunderts als einzügige Schule betrieben wurde, als Baudenkmal verzeichnet.
Auf dem Gelände der Schule wurde dem Sportverein SV Marienwerder ein Gebäude zur Nutzung als Vereinsheim ermöglicht sowie die Bespielung der Sporthalle, die für schulergänzende Betreuungsmaßnahmen eingerichtet wurde. Die Sanitärbereiche der Sporthalle waren 2011 zur Sanierung vorgesehen.
Zum Schuljahr 2012/2013 wurde die GSM in eine Offene Ganztagsschule umgewandelt. 2017 besuchten rund 100 Schüler aus zehn Nationen die Grundschule in Marienwerder.